# Fernanda Pessoa (cineasta)
Fernanda Pessoa (São Paulo, Brasil) é uma cineasta e artista visual brasileira, que trabalha principalmente com documentário, cinema experimental e videoinstalações.

## Biografia
Fernanda Pessoa é uma cineasta e artista visual brasileira, que trabalha principalmente com documentário, cinema experimental e videoinstalações. Doutoranda na ECA/USP com pesquisa sobre o cinema experimental feito por mulheres na América Latina, mestre em Audiovisual na Sorbonne Nouvelle, sob orientação de Philippe Dubois.
Em 2017, lançou seu primeiro longa-metragem documental, Histórias que nosso cinema (não) contava, exibido e premiado em diversos festivais internacionais. Seu segundo longa documental, Zona Árida recebeu Menção Honrosa no Dok Leipzig. Participou da Berlinale Talents 2019. Seus trabalhos passaram em festivais como IDFA, RIDM, DOC NYC, DocLisboa, Festival du Nouveau Cinéma, Cinélatino Toulouse, Mostra de Tiradentes, Festival de Brasília, e em instituições como BIENALSUR, REDCAT/CalArts, IMS - Instituto Moreira Salles, MIS-SP, Paço das Artes, entre outros.
Hoje, trabalha no projeto de documentário experimental “Vai e Vem”, financiado pelo fundo Visions Sud Est e selecionado para  o Sheffield Doc Arts Talent Market, para o Arché/DocLisboa e para o Ji.hlava New Visions Forum, além de finalizar a videoarte “A ordem reina”, premiada no Edital de Videoarte da FUNDAJ.

## Filmografia
| Ano  | Título                                   | Notas                    |
| ---- | ---------------------------------------- | ------------------------ |
| 2020 | Igual/Diferente/Ambas/Nenhuma            |                          |
| 2019 | Zona Árida                               | [ 3 ] [ 4 ] [ 5 ] [ 6 ]  |
| 2017 | Histórias Que Nosso Cinema (Não) Contava | [ 7 ] [ 8 ] [ 9 ] [ 10 ] |
| 2015 | Berlim 1989                              |                          |
| 2014 | Ensaio Aberto Brasil (co-direção)        |                          |
| 2013 | Femmes De Ménage                         |                          |

## Premiações
| Ano  | Festival                                             | Prêmio                                               | Obra                                     |
| ---- | ---------------------------------------------------- | ---------------------------------------------------- | ---------------------------------------- |
| 2021 | Festival Satyricine Bijou                            | Menção Honrosa                                       | Zona Árida                               |
| 2021 | Short Waves Festival                                 | 2º Prêmio na Competição Internacional                | Igual/Diferente/Ambas/Nenhuma            |
| 2019 | DOK Leipzig                                          | Sessão Next Masters (Menção Honrosa)                 | Zona Árida                               |
| 2018 | Doculab Guadalajara                                  | Prêmio Cinecolor                                     | Zona Árida                               |
| 2018 | DocMontevideo                                        | Prêmio ChileDoc                                      | Zona Árida                               |
| 2018 | Cine La Orquidea “En Marcha”                         | Menção Honrosa                                       | Zona Árida                               |
| 2018 | 24º Prêmio Guarani                                   | Melhor Documentário Melhor Montagem                  | Histórias Que Nosso Cinema (Não) Contava |
| 2018 | Femcine 8                                            | Menção Honrosa na Competição internacional           | Histórias Que Nosso Cinema (Não) Contava |
| 2017 | Festival de Cine Lima Independiente                  | Menção Honrosa na Competitiva Iberoamérica Ahora     | Histórias Que Nosso Cinema (Não) Contava |
| 2017 | Semana (ex-Semana dos Realizadores)                  | Melhor Filme pelo Júri da Crítica Prêmio IndieLisboa | Histórias Que Nosso Cinema (Não) Contava |
| 2017 | Festival Internacional Pachamama Cinema de Fronteira | Melhor Filme                                         | Histórias Que Nosso Cinema (Não) Contava |
| 2017 | Festival de Caruaru                                  | Melhor Roteiro                                       | Histórias Que Nosso Cinema (Não) Contava |
| 2014 | Festival Cinema de Frontera, Espanha                 | Segundo melhor curta                                 | Femmes De Ménage                         |